# Peter K. Vogt
Peter Klaus Vogt (* 10. März 1932 in Broumov, damals Braunau, Tschechoslowakei) ist ein deutschstämmiger US-amerikanischer Molekularbiologe, Virologe und Genetiker. Er befasst sich vor allem mit Retroviren und viralen und zellulären Onkogenen.

## Leben
Vogt studierte, nachdem er 1950 aus der sowjetisch besetzten Zone Deutschlands in den Westen geflohen war, Biologie an der Universität Würzburg. Von 1955 an arbeitete er am Max-Planck-Institut für Virologie in Tübingen an seiner Doktorarbeit und promoviert 1959 an der Universität Tübingen. Danach nahm er (als Damon Runyon Cancer Research Fellow) eine Postdoktorandenstelle im Labor von Harry Rubin an der University of California in Berkeley an und begann seine Arbeiten am Rous-Sarkom-Virus. 1962 wechselte er an die University of Colorado in Denver, wo er zunächst Assistant und dann Associate Professor war. Von 1967 bis 1971 war er als Associate Professor und dann als Professor für Mikrobiologie an der University of Washington in Seattle tätig, bevor er 1971 als Hastings-Professor an die University of Southern California wechselte, wo er 1980 die Leitung der Abteilung für Mikrobiologie übernahm. Seit 1993 ist er Professor am Scripps Research Institute in La Jolla.

## Werk
Zu Beginn seiner wissenschaftlichen Laufbahn bestimmte Vogt die Interaktion der retroviralen Hüllproteine und ihrer zellulären Rezeptoren als erste Bedingung für die Infektion. Auf Grund dieser Arbeiten war es ihm möglich, die Retroviren der Geflügel in mehrere streng definierte Gruppen zu ordnen. Diese Gruppierung ermöglichte wichtige zellbiologische Arbeiten an Retroviren. In Seattle wandte er sich der Genetik der Retroviren zu. Mit seinem Mitarbeiter Kumao Toyoshima isolierte er die ersten temperatur-sensitiven Mutanten eines Retrovirus und zeigte damit, dass virus-induzierter Krebs auf einer Funktion des viralen Genoms beruht. In Zusammenarbeit mit dem Biochemiker Peter Duesberg definierte er dann das virale Genomsegment, das für die Tumorerzeugung notwendig ist, und entdeckte damit das erste retrovirale Onkogen, src (siehe Tyrosinkinase Src). Seine Arbeiten an Mutanten des Rous Sarkom Virus ermöglichten es Michael Bishop und Harold Varmus, den zellulären Ursprung aller Onkogene nachzuweisen. Durch seine weitreichenden Studien an Geflügel-Retroviren entdeckte Vogt auch weitere Onkogene, die heute in menschlichen Krebserkrankungen eine wichtige Rolle spielen, wie Myc (zusammen mit Bister und Duesberg), jun (mit Maki und Bos) und p3k (mit Chang).

## Preise, Ehrungen und Mitgliedschaften
Vogts Arbeiten wurden durch zahlreiche Preise und Ehrungen gewürdigt, u. a. durch den Irene-Vogeler-Preis (1976), Alexander von Humboldt-Preis (1984), Ernst-Jung-Preis (1985), Robert J. and Claire Pasarow Award (1987), Paul-Ehrlich und Ludwig-Darmstaedter-Preis (1988), Bristol Myers Squibb-Preis (1989), Charles S. Mott Prize (1991), den Szent-Györgyi-Preis (2010), die Loeffler-Frosch-Medaille (2010), den Pezcoller Foundation-AACR International Award for Cancer Research (2013), den IHV Lifetime Achievement Award for Scientific Contributions (2016), und den AICF Prize for Scientific Excellence in Medicine (2017). 2019 wurde er mit dem Louisa-Gross-Horwitz-Preis ausgezeichnet. 1995 wurde ihm die Ehrendoktorwürde der Universität Würzburg verliehen. Vogt ist Mitglied zahlreicher nationaler und internationaler wissenschaftlicher Gesellschaften, wie der National Academy of Sciences USA, der American Philosophical Society, der American Academy of Arts and Sciences, der Deutschen Nationalen Akademie der Wissenschaftern Leopoldina und der American Academy of Microbiology (AAM) der American Society for Microbiology (ASM). Er ist außerdem in wissenschaftlichen Gremien und redaktionellen Beiräten tätig, z. B. in der Sidney Kimmel Foundation for Cancer Research (seit 2005), im Editorial Board of the Proceedings of the National Academy of Arts and Sciences, USA (seit 2000) und im Herausgebergremium für Current Topics in Microbiology and Immunology (Springer, seit 1967).

## Privates
Vogt ist zudem engagierter Maler. Er nahm bereits während seines Studiums in Würzburg Unterricht bei dem Landschaftsmaler Josef Versl (1901–1993).